# 551014 Gorman
551014 Gorman è un asteroide della fascia principale. Scoperto nel 2012, presenta un'orbita caratterizzata da un semiasse maggiore pari a 3,2270502 au e da un'eccentricità di 0,0792627, inclinata di 14,19173° rispetto all'eclittica.
L'asteroide è dedicato all'archeologa australiana Alice Gorman.